# Hibakusha

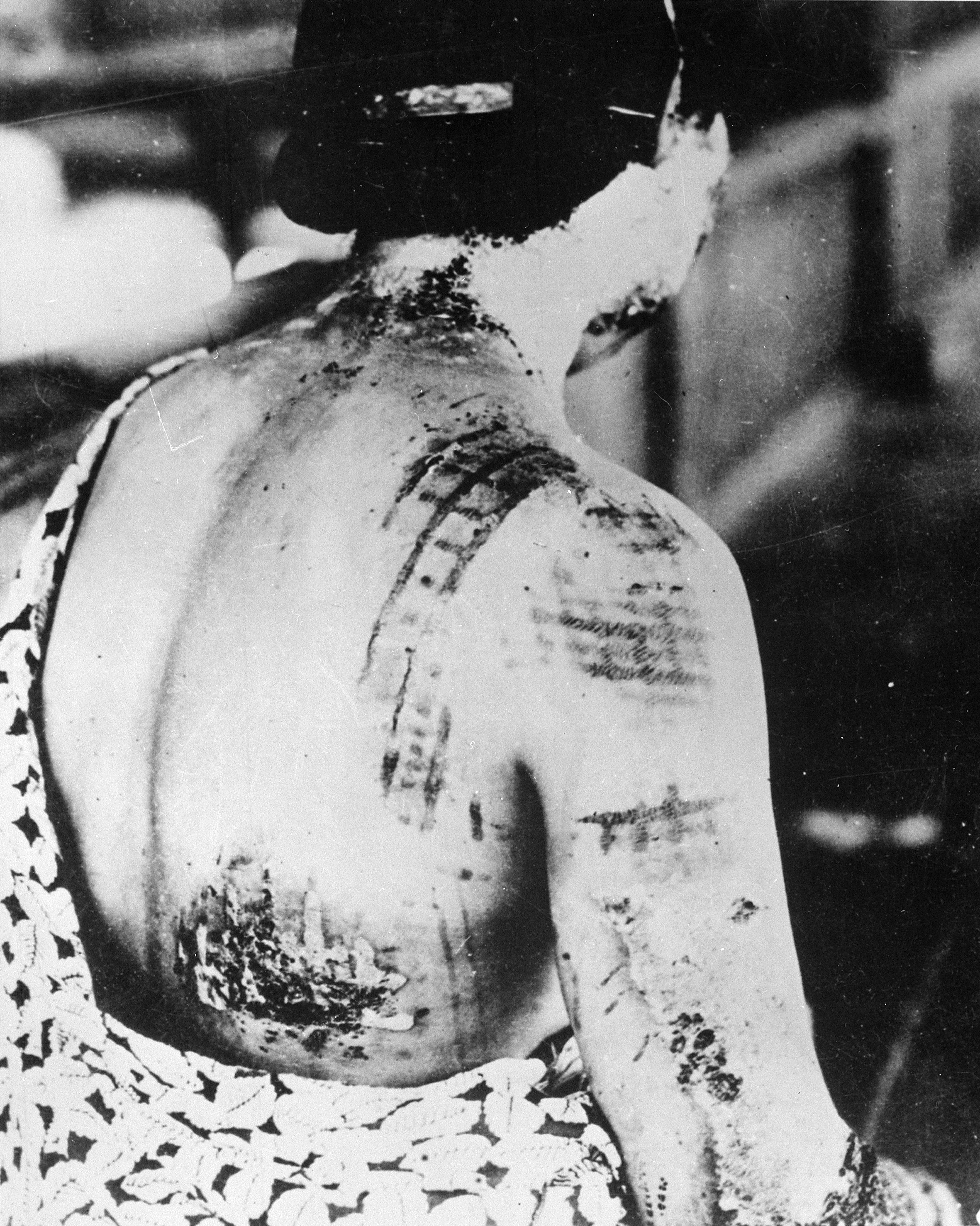
Een slachtoffer van de atoombom op Hiroshima

Hibakusha (Kanji: 被爆者, "slachtoffers van een explosie") is de term die gebruikt wordt voor de slachtoffers van de atoombommen op Hiroshima en Nagasaki. Op 31 maart 2007 telde Japan 251.834 hibakusha. In 1956 richtten zij een vereniging op, Nihon Hidankyo, die bij de overheid een toelage afdwong.
Een deel van de hibakusha werd in de Verenigde Staten aan de gevolgen van de atoombomaanvallen behandeld. Hibakusha strijden ook tegen atoombewapening.
Tot de overlevenden behoorden ook circa veertigduizend Koreaanse dwangarbeiders, die na de oorlog vrijwel allemaal naar Korea terugkeerden. Bij een verdrag dat in 1965 werd gesloten zag Zuid-Korea af van schadevergoeding. In 2005 werd de Japanse regering echter veroordeeld tot schadevergoeding aan veertig van de Koreaanse slachtoffers.

## Recht
Als hibakusha worden beschouwd;
- mensen die zich op het moment van de aanval binnen een paar kilometer van het hypocentrum van de bommen bevonden,
- mensen die zich binnen twee kilometer van het hypocentrum bevonden binnen twee weken na de aanvallen,
- mensen die zijn blootgesteld aan fall-out,
- baby's van zwangere vrouwen uit elk van de categorieën hierboven.

In Japan bestond aanvankelijk weinig kennis over de effecten van nucleaire straling, en de overlevenden werden hevig gediscrimineerd. De hibakusha krijgen daarom elke maand een bepaald bedrag van de Japanse overheid.
Tsutomu Yamaguchi is als enig slachtoffer erkend als dubbele hibakusha, door zijn aanwezigheid bij zowel het bombardement in Hiroshima als de aanval op Nagasaki.